# 竹田玄洋
竹田 玄洋（たけだ げんよう、1949年3月7日 - ）は、日本のゲームプロデューサー。任天堂特別顧問、元代表取締役技術フェロー。

## 人物
1971年、静岡大学工学部電気工学科卒業後、三洋電機に入社。1972年、任天堂に入社。岩田聡新社長の体制発足と同時に2002年5月31日に代表取締役専務に就任した。長年、任天堂のハードウェア部門トップを務めていたが、権限委譲などによる後継者育成のため、君島達己新社長就任などの人事に合わせ、2015年9月16日付で統合開発本部の部長を退任して技術フェローに就任。後任のハードウェア部門トップは、塩田興技術開発本部長。任期満了に伴う本人の申し出により2017年6月29日の株主総会を持って取締役を退任し、その後は特別顧問に就任した。
1975年にアーケードメダルゲーム『EVRレース』を開発。任天堂社内では宮本茂よりも早くゲームデザインに携わったクリエイターで、名実共に任天堂最初のゲームデザイナーとなった人物である。
レーザークレー、アーケードゲーム等を開発したほか、ファミコン、スーパーファミコンの時代には、カセット内に埋め込む特殊チップや、カートリッジに電池によるセーブデータのバックアップシステムを組み込むバッテリーバックアップシステムの開発を担当（これがなかったら『未来神話ジャーヴァス』『ドラゴンクエストIII そして伝説へ…』などは、パスワード式になっていた）。竹田の開発したファミコン用ROMカセットに使う特殊チップMMC（メモリ・マップ・コントローラ）の導入によって、『ゼルダの伝説』、『メトロイド』、『光神話 パルテナの鏡』等、より複雑かつ精密なゲームをこなす能力が備わった。
NINTENDO 64、64DD、ニンテンドー ゲームキューブ、Wii、Wii U、Nintendo Switch(統合開発本部長を退任するまで)の開発責任者を担当しているなど、任天堂のハードウェア製作の中核を担う人物の一人だが、アーケード版の『パンチアウト!!』などソフトウェアの開発も行っていた。NINTENDO64では、宮本茂と共に、3Dスティックも開発。Wiiでは宮本茂らと共に、Wiiリモコン、センサーバーも開発。Wiiチャンネルの「毎日新しい」というコンセプトを提示。Wiiリモコン開発当初はスペース、コストの問題があり、搭載できなかったジャイロセンサーを接続するWiiモーションプラスの開発の提言を行った。
Wii U、Nintendo Switchでも開発責任者を担当しているが、本体、コントローラー等の仕様決定は、Wii Uは江口勝也、Nintendo Switchは高橋伸也、小泉歓晃が担当している。また、Wii、Wii U、Nintendo Switchの仕様決定には、岩田聡が深く関わっている。
2018年2月22日、インテラクティブ芸術科学アカデミーは、主催する第21回D.I.C.E. アワードで竹田に生涯功労賞を贈った。

## 経歴
- 1972年7月 - 任天堂入社。
- 1980年12月 - 製造本部開発第三部部長に就任。
- 2000年6月 - 取締役総合開発本部長に就任。
- 2002年5月 - 専務取締役、代表取締役に就任。
- 2013年2月 - 統合開発本部長に就任。
- 2015年9月16日 - 技術フェローに就任。
- 2017年6月29日 - 代表取締役技術フェローを退任。
- 2017年6月30日 - 特別顧問に就任。

## 主な代表作
- EVRレース（1975年、AC）ゲームデザイン
- シェリフ（1979年、AC）
- スペースファイアバード（1980年、AC）ゲームデザイン
- ポパイ（1982年、AC）
- パンチアウト!!（1983年、AC）プロデューサー、ゲームデザイン
- スーパーパンチアウト!!（1985年、AC）プロデューサー、ゲームデザイン
- Arm Wrestling（1985年、AC）プロデューサー
- マイクタイソン・パンチアウト!!（1987年、FC）ディレクター
- StarTropics（1990年、FC）プロデューサー、ディレクター、シナリオ
- Zoda's Revenge: StarTropics II（1994年、FC）プロデューサー、シナリオ
- スーパードンキーコング（1994年、SFC）スペシャルサンクス
- Killer Instinct Gold（1996年、SFC）スペシャルサンクス
- スーパーパンチアウト!!（1998年、SFC）プロデューサー
- パイロットウイングス64（1996年、N64）プロデューサー
- NINTENDOパズルコレクション（2003年、GCN）プロデューサー
- パンチアウト!!（2009年、Wii）スーパーバイザー